# 野呂一生
野呂 一生（のろ いっせい、1957年1月1日 - ）は、日本のジャズギタリスト。フュージョンバンド、カシオペアのギタリスト兼リーダー。カシオペアは2012年よりCASIOPEA 3rd、2022年よりCASIOPEA-P4の名義で活動している。

## 人物
東京都目黒区出身。趣味は料理と手品。血液型はA型。1月1日に生まれたので“一生”と名付けられる。小学生時代に趣味の工作キットで作り上げたクラシック・ギターを「飾って置いているだけじゃなくせっかくなので弾いてみよう」ということになったのがギターとの出会いだった。中学生になって本格的にスティール弦アコースティックギターから弾き始め、すぐにエレクトリック・ギターに転向していった。
1977年にカシオペアを結成し、1979年デビュー。結成以来、リーダーとしてバンドを牽引し、大半の曲も作曲している中心人物である。2012年にCASIOPEA 3rdとして活動再開させたカシオペアの他に、ソロ・プロジェクトのISSEI NORO INSPIRITS、同年齢の天野清継とのアコースティック・ギターのデュオであるお気楽ギグも併行して活動中。また、一ギタリストとして様々なレコーディング＆ライブ・セッションにも意欲的に参加している。
1982年、カシオペアは本格的な海外活動を開始していくその前に、当時所属のレコード会社、アルファレコードの計らいで、メンバーがバラバラで世界の好きなところに一人旅に出掛けて海外渡航経験を積むことになり、野呂はインドを選んだ。滞在中、日本人特有の実年齢よりも若く見られる顔を隠すために、現地人男性のように口ひげとあごひげを生やす。そのままの姿で帰国し、以来それが野呂のトレードマークとなった。1988年から1996年までの一時期は剃っていたが、1997年から再び口ひげとあごひげを生やしている。

## 来歴

### アマチュア時代・1970年代前半
中学生の時に友達が学校に持ってきて弾いたスティール弦アコースティックギターの格好良さに憧れ、自らも始める。この多感な時期、様々な音楽を聴き、弾いていくうちに、エレクトリック・ギターに転向していく。そして、中学三年生のときに観に行ったグランド・ファンク・レイルロードの来日公演が自身の中で一大センセーションとなり、東京都立玉川高等学校在学中はハードロックに傾倒して、リアルタイムで活動していたレッド・ツェッペリン（ジミー・ペイジ）やジェフ・ベック・グループ（ジェフ・ベック）のコピー演奏に没頭するようになった。学校以外の演奏活動の場として、後にプリズムを結成する和田アキラ、久米大作ら同年代の者たちもいた都内のロック演奏のコミュニティにも所属。そこで野呂が高校三年生の時に高校二年生の櫻井哲夫と出会い意気投合し、ベック・ボガート & アピスを目標として都内の練習スタジオでセッションするようになった。後に結成するカシオペアの始まりである。この頃、ジャズにも興味を持ち始め、ジャズ喫茶に通い出した。音楽理論は、ジャズギターの名手ジョー・パス著「ジョー・パス・ギター・スタイル」、渡辺貞夫著「ジャズスタディ」などを独学で解析し身に付けた。作曲活動を開始し、後にカシオペアの初期アルバムにも収録される曲を次々と櫻井に披露した。櫻井は野呂の才能にいっそう惚れ込んだ。

### カシオペアを結成してプロデビュー・1970年代後半
野呂は高校卒業後、明星大学に進学。すぐにその大学の軽音楽同好会のメンバーで構成されたセミプロのロックバンドのファンシーハウスに加入する。しかし、講義に通うことはほとんどなくバンド活動やギターの練習に明け暮れ、大学は一年で中退し、以後は将来に向けての音楽活動の修行に費やすことにした。この間、ファンシーハウスの次に中山ラビのバックバンドにも参加するが、どちらも短期で離脱して、自作曲による櫻井とのバンド活動に時間を費やした。ボーカルが在籍する時期もあったが、野呂と櫻井以外のメンバーは定着しなかった。音楽性は次第にハードロックやファンクをベースとし、ジャズのエッセンスを加えたインスト音楽となり、これでバンドの方向性が定まった。
バンドの名称をカシオペアと改めた後、櫻井の提案で1976年に日本楽器製造（現：ヤマハ）東京支店主催のアマチュア・バンド・コンテスト「EastWest '76」に出場。決勝大会まで進出し、野呂がベストギタリスト賞を受賞したことで広くカシオペアと野呂一生の名が知られるようになった。翌1977年、バンドに向谷実を加えて同コンテストに再出場。二年連続のベストギタリスト賞、加えて優秀グループ賞を受賞した。カシオペアは「EastWest '77」出場メンバーでのプロデビューを目指すこととなり、都内近郊でライブ活動開始。一方、野呂個人では、「EastWest '77」の審査員としてカシオペアを絶賛したベーシストの鳴瀬喜博に声をかけられ、鳴瀬のリーダー・セッションライブや鳴瀬が請け負ったさまざまなレコーディングに、カシオペアのデビューに先駆けてプロとして参加した。
1979年5月にカシオペアはアルバム『CASIOPEA』でレコードデビューする。野呂の優れた作・編曲の能力とともに、ライブで完全再現させる演奏力で高い評価を得ていく。特に、自分の担当楽器であるギター中心の音楽にせず、一つの曲の中でバンド全員をバランス良く目立たせながらアンサンブルをも重視する野呂の編曲手法は、その後の日本におけるフュージョンのスタイルに多大な影響を与えた。

### 1980年代
1980年、カシオペアは4枚目のアルバム『MAKE UP CITY』において4人のメンバー全員の自作曲を入れることにした際、野呂は一人だけ作曲経験の無かったドラマーの神保彰に自分が覚えてきた作曲方法を伝授。以後、神保はソングライターとしての才能も開花させることになった。1983年に発表したカシオペアの9枚目のアルバム『PHOTOGRAPHS』からプロデュースも担当するようになる。カシオペアが12枚目のアルバム『DOWN UPBEAT』を発表した後の1985年に初めてのソロ・アルバム『SWEET SPHERE』をセルフ・プロデュースで制作して発表。1987年には是方博邦の呼びかけでT-SQUARE（当時の名称は THE SQUARE）の安藤正容との3人でギタートリオのオットットリオを組み、結成当時から散発的な活動ながらも現在に至るまで継続されている。1989年、2枚目のソロ・アルバム『VIDA』を制作して発表。このようにして1980年代後半からソロ活動も徐々に行うようになっていくが、国内外で年間100本近くのライブをこなしていたカシオペアの当時の活動方針でソロ活動はあくまでも余暇の範囲内で留めていてカシオペアとしてのグループ活動の方を優先して行っていた。

### 1990年代
1989年、野呂と向谷の2人は、櫻井と神保が組んだボーカル・バンドのシャンバラの処遇を巡って彼らと対立。話し合いは平行線に終わり、櫻井と神保の2人はカシオペアを脱退してしまう。翌1990年、カシオペアは新メンバーに旧知の鳴瀬喜博と日山正明を迎え入れる。1991年、デビュー時から親交のある作曲家・三枝成彰の誘いにより、カシオペアの同じメンバーの鳴瀬喜博とともに東京音楽大学の講師に就任し、ポピュラー・インストゥルメンツコースで学ぶ生徒達にギター奏法や電気楽器のノウハウを指導していく。その後、同大学の客員教授に昇格する。
1990年代前半はメンバー交代で再編したばかりのカシオペアの活動に集中していてソロ活動は少なかったのだが、1990年代後半になると徐々にソロ活動が増えていくようになる。1996年に7年ぶりのソロアルバム『TOP SECRET』を発表。また、ベーシストの青木智仁やパーカッション奏者の斎藤ノブらとのライブ・セッションに頻繁に参加していく。

### 2000年代
2001年、ヴァイオリンのように指板にフレットがないフレットレス・ギターを全編に使ったソロアルバム『UNDER THE SKY』制作。カシオペアの余暇の範囲で作っていた過去のソロとは違うことに会心を得て、フレットレスギターを使ったリーダープロジェクトが立ち上げられ、レコーディングメンバーでのライブ活動、そして続編にあたるアルバム『LIGHT UP』も制作した。同時期、斉藤ノヴのリーダー・バンド、Vibesにも立ち上げから参加するなどソロ活動が活発化する。
2006年8月1日、野呂からの「CASIOPEA の一切の活動を休止したい」との意向により、カシオペアのレコーディングとライブ活動が休止される。
2008年2月14日、カシオペアとそれまでのソロ活動を分け隔てなく考えて作ったアルバム『INNER TIMES』をソロ名義ではなくリーダー・プロジェクトのISSEI NORO INSPIRITS名義で発表。同時にライブ活動も開始。これがカシオペア休止以降のメインな活動となっていた。また、カシオペアのオリジナル・メンバーの櫻井哲夫と共にデビュー30周年記念としてアコースティック・ディオ、PEGASUSを組んで活動していた。

### 近年における主な活動・2010年代
2012年4月20日、カシオペアが6年振りの活動再開を表明。同時に向谷が脱退し、替わりに大髙清美の加入も告げられた（神保は引き続きサポートメンバーとして参加）。デビュー以来のメンバーは野呂だけとなり、向谷がデビュー以来担当していたライブのMCも担当するようになった。
カシオペアがCASIOPEA 3rdとなって活動再開後も、休止期間中に起こしたソロプロジェクトのISSEI NORO INSPIRITS、お気楽ギグも並行して活動続行中。活動の主体はCASIOPEA 3rdに置かれてはいるが、それぞれのプロジェクトにおいて精力的に制作およびライブ活動を行っている。
また、一ギタリストとして、2014年4月にDREAMS COME TRUEのアルバム『ATTACK25』のレコーディングに、同年8月には吉川晃司の日本武道館ライブにサポート・メンバーとして、いずれも初参加したことから話題を呼んだ。
2016年、自身の還暦を迎えるにあたって初の著書であり、自叙伝でもある『私時代 WATAKUSHI-JIDAI』を発表した。

## エピソード
- 田中康夫の1980年発表の処女作、「なんとなく、クリスタル」で主人公の女性の恋人、“淳一”のモデルとなった人物と言われるが、当時の野呂本人と“淳一”の性格やスタイルはあまりにかけ離れていると野呂を知る当時の友人達は語っていた。1981年に映画化の際、その“淳一”役として出演を持ちかけられたが断った。なお、田中康夫が一橋大学在学時代に学園祭の実行委員としてカシオペアを招き寄せたことがつながりとして挙げられるが、個人的面識はない。なお、野呂自身は映画自体はファンシーハウス時代に1975年公開の映画「男組」に少年刑務所を慰問し演奏するバンドの一員としてファンシーハウスのメンバーと出演している。
- 子供の頃から現在に至るまで絵画を描くことや鑑賞することが好きである。自身のブログ「ISSEI NORO LIFE」では、過去に自身が描いたものや海外の旅先で購入したコレクションをその時の思い出話と共に度々披露している。また、カシオペアのアルバム『JIVE JIVE』（1983年発表）をはじめ、近年のソロ・プロジェクト、ISSEI NORO INSPIRITSの多くの作品でも自らでジャケットのイラストを描いている。

## 使用楽器
高中正義とともにヤマハ・SGの代表的なユーザーであり、1979年のメジャーデビューから現在に至るまで一貫してヤマハ製のエレクトリック・ギターを使い続けている。また、ギターアンプやエフェクターなどの周辺機材もヤマハ製のものを中心に使い続けてきた。

### ギター（現在）
ヤマハ IN-DX
現在のメインギターで2016年から使用。ヤマハ現行の市販品にはないオリジナルデザインのモデルで、ボディ色はブルーサンバースト。基本的なスペックはIN-1を踏襲したものとなっているが、ボディシェイプは以前使用していたSG-Iに近似したデザイン（ボディ端部のホーンが丸みを帯びたダブルカッタウェイ）となっており、トップ材もIN-1のスプルースに対してキルトメイプルを採用している。ロック式トレモロユニットはヤマハ製オリジナルから後藤ガット製に変更されている。
ヤマハ SG-Mellow
2007年から使用。SGの市販モデルをベースとしながらも、その市販モデルにはない軽量なセミホロウ構造を持つ特注のシグネイチャーモデル。指版がフレッテッドのもの（ボディ色はブラウン・サンバースト）とフレットレスのもの（ボディの色はIN-1と同じプラネット・ブルー・サンバースト）がそれぞれある。外見上の特徴としては、ブリッジ部の構造がフレッテッドとフレットレスで異なっており、前者は市販SGと同じチューン・O・マチックブリッジに各弦独立式のテイルピースが、後者はギブソン・レスポールJr.やポール・リード・スミスなどで採用されているラップアラウンドタイプのストップテイルピースとなっている。フレッテッドの方はIN-1と使い分けられ、ISSEI NORO INSPIRITSとソロで参加するスムースジャズ系のライブやレコーディング等で使われている。フレットレスの方はCASIOPEA 3rdの活動でも使われている。どちらも市販はなされていない。
ヤマハ CPX15EA
お気楽ギグなどで使うエレクトリック・アコースティック・ギターもヤマハ製のものを使用。CPXの市販モデルで、砂漠に眠る古代エジプトの神秘的な情景をモチーフにしたCPX15のイーストバージョンである（メーカーの公式WEB商品説明より）。既に生産完了となっている。

### ギター（過去）
ヤマハ SG-2000
1976年にカシオペアで出場した日本楽器製造（現：ヤマハ）東京支店主催のアマチュア・バンドコンテスト「EastWest'76」で最優秀ギタリスト賞を獲得し、その賞品として発売間近のSG-2000（ボディの色は、ブラウン・サンバースト）が授与された。そして、それまで使っていたギブソン・レスポールから乗り換え、1979年のメジャーデビュー以降もこれをメインに使用する。
ヤマハ SGカスタムモデル
1981年よりSGをベースとしたカスタムモデルを使用。1981年春にSG-2000の市販ボディ色にないブラウン・フィニッシュ（マッチングヘッド仕様）、外装の金属パーツがゴールドからクロームに変更されているものを使い出す（なお、その後に指版をフレットレスに仕直された）。そして同年秋から基本仕様は当時まだ未発表であったSG-3000のプロトタイプとして製作されたものを使用開始。ボディ色は、パープル・サンバースト。先行して使い出したSG-2000の特注仕様と外見が近似しているが、こちらの主な特徴としては指板には星型のインレイがあしらわれ、ピックアップカバーがホワイトに塗装されたものになっている。
ヤマハ ISSEI MODEL (SG-I)
1984年より使用。前述のSGカスタムモデルをベースにした、本人考案のオリジナルデザインのヘッド/ボディシェイプを持つシグネイチャーモデル。ボディの色はSGカスタムモデルから引き続いてパープル・サンバースト。SG-2000/3000の基本仕様（メイプルトップ・マホガニーバック・メイプル/マホガニー積層のスルーネック）を踏襲しながら、ボディの中身を刳り抜いて軽量化されたセミホロウ構造となっているのが特徴。歴代で3タイプが存在し、最初のものがSGと同じ2ハムバッカー仕様、1986年からのものは2ハムバッカーにロック式トレモロユニット (YAMAHA Rockin' MagicII) を搭載した仕様、1988年以降のものは2ハムバッカーの間にシングルコイルを搭載したH-S-Hにロック式トレモロユニットを搭載した仕様で、これがSG-Iとして同年秋より市販がなされた（既に生産完了につき販売終了）。
ヤマハ モモちゃん
1992年から1993年まで使用されていたIN-1試作モデル。ボディ色がIN-1とは違い、桃色からボディ真ん中に黄色にグラデーションしていくチャイニーズ・サンバーストであった。ボディシェイプはIN-1と近似しているもののカッタウェイ部分などが微妙に違っている。どの既存モデルにも属さない試作モデルゆえに正式な名称や型番はなく、愛称としてボディ色にちなんで“モモちゃん”と呼ばれていた。ごく短期間の使用ながらカシオペアのライブ映像作品『MADE IN MELBOURNE』（1992年発表）に本モデルとSG-Iを併用しているのが記録されている。
ヤマハ IN-1
1993年から使用。本人考案のオリジナルデザインのヘッド/ボディシェイプを持つシグネイチャーモデル。ボディの色は青で、プラネット・ブルー・サンバースト。ピックアップはディマジオ製のソープバータイプのハムバッカーを搭載したH-S-Hレイアウト。ボディ構造は前シグネイチャーのSG-Iを踏襲した本体内部が刳り抜かれたセミホロウ構造（トップ材はメイプルからスプルースに変更）でヤマハ（武内製作所製のOEM）のロック式トレモロユニット・TRS-Proが搭載されている。CASIOPEA～CASIOPEA 3rdとソロで参加するロック・セッションのライブやレコーディング等で使われていた。一時市販もなされていたが、既に生産完了につき販売が終了している。
フレットレスギター
1970年代後半に手持ちのグレコのSGモデルで自ら試作した後、1979年発表のカシオペアのセカンドアルバム『SUPER FLIGHT』レコーディングからSG-1000の指板をフレットレスに特注にしたもので本格的に使用開始。後にメインで使っていたSG-2000の特注モデルも指板をフレッテッドからフレットレスに仕直されて、その二本体制で2001年発表のフレットレス・ギターを全編に使ったソロアルバム『UNDER THE SKY』のレコーディングまで長年に渡って使っていく。そして、その後のフレットレス・ギターをフィーチャーしたリーダー・プロジェクトが行われていた2000年代前半から中盤には、IN-1のフレッテッドとフレットレスをダブルネック・ギターにした特注モデルが作られ、近年のSG-Mellowフレットレスに代わるまで使っていく。

### その他の機材
アンプはデビューアルバムのレコーディングや当時のステージではポリトーンを使用。その後、アルバム『HALLE』の頃までコンボタイプのヤマハ・F100-115を2台ステレオで使用していた。次作『SUN SUN』以降はラックタイプのプリアンプ（ヤマハPG1）を使用し、音色自体はプリアンプから直接PA送り、モニター用としてパワーアンプ（ヤマハP-2200）を経由しヤマハのPA用スピーカーやエレクトロボイス社製フルレンジスピーカーに出力するというシステムに代わる。このシステムにした経緯としては、カシオペア第1期後期から海外ツアーに出ることが多くなったことにより、その際に機材が現地の税関でストップがかかったり、輸送中のトラブルで機材が本番までに間に合わず現地調達をする、あるいは現地のPAやマイキングの関係で自分の音が満足に出せない、などの経験を踏まえたものであるとしている。その後1980年代後半からイシバシ楽器のブランドであるテクニカル・デザインのプリアンプCGC90（後に東日本大震災のチャリティーオークションに出品されている）も併用し、90年代後半からはモデリングプリアンプであるヤマハDG-1000（野呂本人の要望に合わせたカスタム仕様）を長年使用していた。2015年からはヤマハ傘下であるライン6社製のサウンドプロセッサーであるPOD HD Pro Xを使用し、更に2017年からは同社のサウンドプロセッサーHelixのフロアタイプを使用している。
エフェクターは初期はダン・アームストロングのコンプレッサーであるオレンジスクイーザーをギター本体に装着し、BOSSのCE-1（コーラスアンサンブル）を足元に置いて使用するなどしていた。その後はヤマハ製コンパクトエフェクターを専用システムボード (SB-200) に組込んで使用。更には同社のカセット式エフェクターシステム (PSE40A) の使用に加え、『DOWN UPBEAT』以降からはヤマハE1010（ディレイ）、マクソンHD-1000/HD-1501（ピッチシフター/ディレイ）などラックマウントタイプの機材が中心となる。80年代後半からはヤマハのSPX等のマルチエフェクターが加わり、90年半ば頃はギターシンセサイザーとしてギターに装着したヤマハのG1Dというピックアップユニットを介し、ヤマハのMIDIギターコントローラーG50により同社のMIDI音源MU80を鳴らすというシステムも使用していた。2015年からはTC エレクトロニック G-Major（マルチFXプロセッサー）とPOD HD Pro X（アンプモデリング・サウンドプロセッサー）をMIDIで一括制御し、ライブなどではMIDIコントローラーのヤマハMFC-10（フットペダル）を用いて曲に合わせて音色を切替えて使用しており、音色はPAにライン送り、モニター用としてはヤマハ製パワードモニター (DXR12) をステレオ配置していたが、2017年からは前述のサウンドプロセッサー、Helixフロアタイプを足元に置くようになりすべての音色をほぼ1台でコントロール。外部のエフェクターなどは使用しなくなり、ラック機材もなくなっている。

## ディスコグラフィ

### ソロ・アルバム
- SWEET SPHERE（1985年）
- VIDA（1989年）
- TOP SECRET（1996年）
- UNDER THE SKY（2001年）
- LIGHT UP（2002年）
- BEST ISSEI（2003年）

### ISSEI NORO INSPIRITS
- INNER TIMES（2008年）
- MOMENTS（2009年）
- SMASH GIG（2010年）
- BEAUTY（2011年）
- MOVEMENT（2013年）
- 432H（2015年）
- TURNING（2017年）

### お気楽ギグ
- 昭和ニッポン（2012年）
- 昭和ニッポンII（2013年）

### Voyage
- Purely（2005年）

### Vibes
- Vibes（2003年）
- Vibes II （2004年）

### PEGASUS
- PEGASUS／アコースティックデュオ（2009年）※LIVE CD

### オットットリオ
- SUPER GUITAR SESSION HOT LIVE!（1988年）
- SUPER GUITAR SESSION RED LIVE!（1988年）
- TRIPTYCH（1998年）

### プロデュース作品
- 子供向け企画アルバム『スーパーマンサンタ』（1986年）向谷実との共同プロデュース
- 楠木勇有行「CHOOSE ME」（1987年）
- S.S.T.BAND「SUPER SONIC TEAM」（1989年）、「HYPER DRIVE」（1990年）、「Formula」（1991年）

### ゲスト参加
- LOFT SESSIONS Vol.1（1978年）
- TOKYO FUSION NIGHT （1978年）
- 松武秀樹「SPACE FANTASY」（1978年）
- KAORU「JUST MY FEELING」（1979年）
- 小熊達弥「SPIRAL FUSION」（1979年）※カシオペアとして参加
- ZERO「ARE YOU READY?」（1979年）
- 池田典代「DREAM IN THE STREET」（1980年）
- 鳴瀬喜博「Mythtique」（1981年）
- ブレッド&バター シングル「トゥナイト愛して」（1981年）※カシオペアとして参加
- 井上鑑「PROPHETIC DREAM」（1982年）
- 大野方栄「MASAE A LA MODE」（1983年）※カシオペアとして参加
- 加藤有紀「TWILIGHT DREAM」（1983年）
- 亜蘭知子「More Relax」（1984年）※作曲のみ
- 二名敦子「Ocean Wind」アルバム「WINDY ISLAND｣収録（1985年）※作曲のみ
- 松原みき ｢魔法じゃないの｣アルバム｢LADY BOUNCE｣収録（1985年）※作曲のみ
- 是方博邦「FISH DANCE」（1987年）
- CANDEE「Candee」（1988年）※作曲・編曲のみ
- 織田哲郎「Candle In The Rain」（1989年）
- 内海みゆき「セピアムーン」 （1989年）
- TOKI CLUB「TWEENER」（1989年）
- PLAYERS POLE POSITION Vol.2 （1989年）
- 亜蘭知子「Sunny Side Memories」（1990年）
- B.B.キング& Sons 「Live」（1990年）
- 中西圭三 「Ticket To Paradise」（1992年）「Steps」（1993年）
- ジンサク「WIND LOVES US」（1993年）「BLAZE OF PASSION」（1995年）
- KOJI-12000「DISGUSTING」（1998年）※カシオペアとして参加
- 櫻井哲夫「21世紀の扉」（1999年）「TLM20〜Live Memories in 20 years」（2000年）
- 本田雅人「Real-Fusion」（2000年）
- 青木智仁「EXPERIENCE」（2000年）
- 服部克久「音楽畑17」（2000年）
- 榊原大「転/移」（2001年）
- 熱帯倶楽部「熱帯倶楽部〜Spirit of Rhythm〜」（2001年）
- JIN シングル「抱きしめたくて」（2001年）
- ヒダノ修一「HAKUNA MATATA」（2001年）
- T-SQUARE and FRIENDS「T comes back」（2003年）
- 櫻井哲夫「My Dear Musiclife」（2009年）
- マリーン「INITIAL」（2011年）
- TIME MACHINE project「TIME MACHINE」（2011年）
- 葉加瀬太郎「THE BEST OF TARO HAKASE」（2011年）
- 六弦心 Vol.1（2012年）
- ラスボスEX「アニソンCX」（2012年）
- ラスボス009「アニソンフュージョンAX」（2013年）
- 是方博邦「LIVE OF LIFE」（2013年）
- AmaKha ミニアルバム「FUTURE GOLD」（2013年）
- DREAMS COME TRUE 「ATTACK25」（2014年）
- Guitar☆Man LIVE BEST SELECTION VOL.2（2014年）
- 安部潤「さらば あぶない刑事 ORIGINAL SOUNDTRACK」（2015年）

### 映像作品
- 快晴~CROSSOVER JAPAN ’05 LIVE そして沖縄 （2005年）※高中正義 DVD
- REAL TIMES （2008年）※ISSEI NORO INSPIRITS LIVE DVD
- アコースティックショー（2009年）*PEGASUS LIVE DVD
- 35th Anniversary“Festival"（2014年）※T-SQUARE LIVE DVD
- KIKKAWA KOJI 30th Anniversary Live "SINGLES+" & Birthday Night "B-SIDE+"【3DAYS武道館】（2014年）※吉川晃司 LIVE DVD
- Both Anniversary Gig 『4010』（2018年）※ISSEI NORO INSPIRITSとCASIOPEA 3rdの共演LIVE DVD

## 著書
- 野呂一生 編『ギタースコア 野呂一生 Best Selection』ヤマハミュージックメディア（原著2016年9月24日）。ISBN 978-4636933932。
- 野呂一生『私時代 WATAKUSHI-JIDAI 野呂一生自叙伝』リットーミュージック（原著2016年12月20日）。ISBN 978-4845628988。